# هرمان فان وین
هرمان فان وین (هلندی: Herman van Veen؛ زادهٔ ۱۴ مارس ۱۹۴۵) بازیگر، مؤلف، موسیقی‌دان، خواننده و ترانه‌سرا اهل هلند است. وی در یک خانواده طبقه کارگر بزرگ شد (پدرش در هت پارول حروفچین بود) و در کنسرواتوار اوترخت در رشته ویولن، آواز و آموزش موسیقی تحصیل کرد.
شهرت او به‌واسطهٔ خلق شخصیت کارتونی «آلفرد کوئَک» (یک کارتون هلندی-ژاپنی) است.